# Sector Spandau
Sectorul Spandau este sectorul 5 al Berlinului, la sârșitul celui de al doilea război mondial a fost sector britanic.

## Atracții turistice
- Zitadelle Spandau
- Schleuse Spandau
- St.-Nikolai-Kirche
- Altstadt Spandau și Kolk
- Spandauer Weihnachtsmarkt
- Denkmäler in Spandau
- Skulpturen in Spandau
- Freilichtbühne an der Zitadelle
- Tiefwerder Wiesen
- Fort Hahneberg
- Luftwaffenmuseum der Bundeswehr (Flugplatz Gatow)
- Fernbahnhof Berlin-Spandau

## Cartiere
| Sector 05 Spandau                                                                                      | teritorii statistice                                                                                            |
| - 0501 Spandau - Altstadt Spandau - Neustadt Spandau (Oranienburger Vorstadt) - Stresow - Kolk Spandau | - 027 Johannesstift - 028 Werderstraße - 029 Rathaus Spandau - 030 Charlottenburger Chaussee - 031 Klosterfelde |
| - 0502 Haselhorst                                                                                      | - 033 Zitadelle - 034 Gartenfelder Straße                                                                       |
| - 0503 Siemensstadt                                                                                    | - 035 Schuckertdamm - 036 Siemenswerke                                                                          |
| - 0504 Staaken                                                                                         | - 037 Staaken                                                                                                   |
| - 0505 Gatow - Alt-Gatow - Siedlung Habichtswald - Hohengatow                                          | - 038 Gatow |
| - 0506 Kladow - Alt-Kladow                                                                             | - 039 Kladow |
| - 0507 Hakenfelde                                                                                      | - 027 Johannesstift - 028 Werderstraße                                                                          |
| - 0508 Falkenhagener Feld                                                                              | - 027 Johannesstift                                                                                             |
| - 0509 Wilhelmstadt - Wilhelmstadt - Pichelsdorf - Weinmeisterhöhe                                     | - 032 Pichelsdorf                                                                                               |